# Śukasaptati

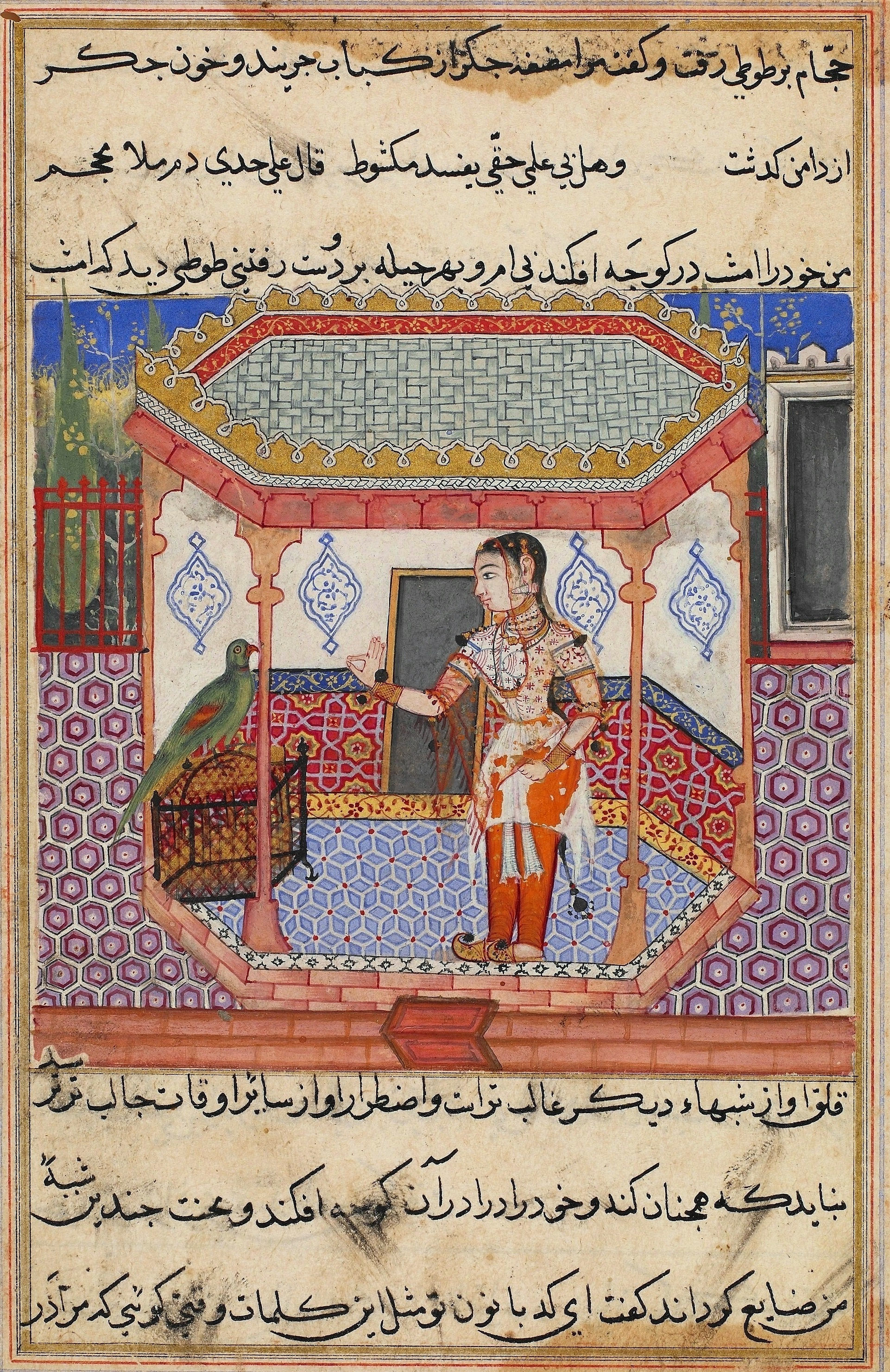
Un perroquet adressant Khojasta dans Tutinama (Soixante-dix [histoires] du perroquet), commandé Akbar, Dynastie Mughal, 1556-1565. Reigne de l'empereur Akbar, Inde. Aquarelle opaque et or sur papier.

La Śukasaptati (littéralement « Soixante-dix [histoires] du perroquet ») est le nom sanskrit d'un recueil d'histoires indien composé à une époque non connue, avant le XIIe siècle, probablement même avant la fin du VIIIe siècle. Afin de l'empêcher de rejoindre son amant, un perroquet raconte chaque nuit une histoire à l'épouse de son maître absent. Très populaire, le recueil fut traduit en d'autres langues et les histoires se diffusèrent également oralement le long des voies commerciales, par exemple en Occident. Les histoires contiennent des parties en prose et d'autres en vers.
Le recueil a été adapté au XIVe siècle en persan sous le titre de Touti-Nameh (titre signifiant littéralement Contes d'un perroquet), regroupant 83 histoires.

## Source
- https://ch.hypotheses.org/4370